# Bajrići (Cazin)
Bajrići är en ort i Bosnien och Hercegovina. Den ligger i entiteten Federationen Bosnien och Hercegovina, i den nordvästra delen av landet, 240 kilometer nordväst om huvudstaden Sarajevo. Bajrići ligger 368 meter över havet och antalet invånare är 402.
Terrängen runt Bajrići är kuperad åt nordost, men åt sydväst är den platt.Runt Bajrići är det ganska tätbefolkat, med 93 invånare per kvadratkilometer.. Närmaste större samhälle är Cazin, 9,8 kilometer sydost om Bajrići.
Omgivningarna runt Bajrići är en mosaik av jordbruksmark och naturlig växtlighet.